# 高橋優子 (騎手)
高橋 優子（たかはし ゆうこ、1950年9月15日 - 1974年5月17日）は、水沢競馬場所属の騎手。勝負服は胴桃、袖桃、紫玉あられ。
日本初の平地競走で騎乗経験のある女性騎手である。

## 来歴・人物
騎手兼調教師である父・高橋武、繋駕速歩競走で女性騎手第1号の高橋クニのもとに生まれた。
新潟県競馬の河内義昭調教師のもとで修行を積み、1968年12月1日付で騎手免許を取得して親元に戻り、1969年4月20日、岩手でデビュー。デビューから非凡な才能を発揮し、1年目は19勝を挙げ、翌1970年は農林大臣賞典で重賞初制覇。また、日高賞を制覇し、この年はこれらの重賞勝ちを含むシーズン57勝を挙げリーディング5位。マスコミに注目され、第22回NHK紅白歌合戦の審査員に選ばれるなどした。1972年には盛岡競馬場でトチギホマレに騎乗し、1420メートルを1分29秒5で駆け抜けレコードタイムを更新した。この年にはシーズン56勝を挙げリーディング4位に入った。デビュー5年目の1973年には通算200勝を達成し、年末には同競馬場所属騎手の葛西勝幸と結婚。翌年、葛西優子として水沢競馬場で1勝を挙げたあと、第1回盛岡競馬開催初日の前日、急性心不全のため23歳で死亡。生涯通算は1776戦209勝。
2006年8月、高知競馬所属の別府真衣が女性騎手として史上最年少となる18歳7か月で地方競馬通算50勝を達成したが、それまでの記録を約36年間持っていたのは、1970年に19歳10か月で50勝を達成した高橋優子であった。

## 成績
| 年     | 勝利数・連対率 | 備考                                 |
| ------ | -------------- | ------------------------------------ |
| 1969年 | 19勝（24.2）   |                                      |
| 1970年 | 57勝（26.5）   | 農林大臣賞典・日高賞/リーディング5位 |
| 1971年 | 36勝（27.2）   |                                      |
| 1972年 | 56勝（24.4）   | リーディング4位                      |
| 1973年 | 34勝（18.8）   |                                      |
| 1974年 | 1勝（30.0）    | 死去                                 |